# Kalyvákia (Arcadie)
Kalyvákia (grec moderne : Καλυβάκια) est une localité située dans le dème de Mégalopolis, dans le district régional d'Arcadie, dans la périphérie du Péloponnèse, en Grèce.
Selon le recensement de 2021, elle compte 7 habitants.